# David Andersen
David Emil Andersen (ur. 23 czerwca 1980 w Melbourne) – australijski koszykarz, olimpijczyk, występujący na pozycji środkowego, posiadający także obywatelstwo duńskie, obecnie zawodnik Illawarra Hawks.
24 lutego 2019 dołączył do francuskiego SIG Strasburg. 15 lipca 2019 po raz kolejny w karierze został zawodnikiem australijskiego Illawarra Hawks.

## Osiągnięcia
Stan na 19 lipca 2019, na podstawie, o ile nie zaznaczono inaczej.
Drużynowe
- Mistrz:
  - Euroligi (2001, 2006, 2008)
  - Rosji (2005–2008)
  - Włoch (2001, 2004, 2012)
  - Hiszpanii (2009)
  - Francji (2016)
  - Australii (2018)
  - pucharu:
    - Rosji (2005, 2006, 2007)
    - Włoch (2001, 2002, 2012)
    - Turcji (2013)

  - superpucharu Włoch (2004, 2011)
- Wicemistrz:
  - Euroligi (2007)
  - Pucharu Saporty (2000)
  - Francji (2014)
  - pucharu:
    - Włoch (2000)
    - Rosji (2008)
    - Francji (2016)

  - Superpucharu Włoch (2000, 2001, 2003)
- 3. miejsce w Eurolidze (2009)
- 4. miejsce w Eurolidze (2004, 2005)

Indywidualne
- MVP:
  - finałów ligi włoskiej (2004)
  - Pucharu Włoch (2012)
  - Pucharu  Turcji (2013)
  - 14, 15 i 17 tygodnia Euroligi (2004/05)
- Zaliczony do I składu Euroligi (2005)
- Uczestnik meczu gwiazd francuskiej ligi LNB Pro A (2016)

Reprezentacja 
Seniorów
- Mistrz:
  - Azji (2017)
  - Oceanii (2003, 2005, 2007, 2013, 2015)
- Wicemistrz turnieju FIBA Diamond Ball (2008)
- Uczestnik:
  - igrzysk olimpijskich (2004 – 9. miejsce, 2008 – 7. miejsce, 2012 – 7. miejsce, 2016 – 4. miejsce)
  - mistrzostw świata (2010 – 10. miejsce, 2014 – 12. miejsce)
  - turnieju FIBA Diamond Ball (2004 – 5. miejsce, 2008)

Młodzieżowe
- Wicemistrz turnieju Alberta Schweitzera (1998)
- Uczestnik mistrzostw świata:
  - U–21 (2001 – 8. miejsce)
  - U–19 (1999 – 5. miejsce)
- MVP turnieju Alberta Schweitzera (1998)